# Ambystoma taylori
El ajolote de Alchichica (Ambystoma taylori), también conocido como salamandra de Taylor, es una especie de anfibio caudado (salamandras, ajolotes y parientes) de la familia Ambystomatidae. La especie es endémica del estado de Puebla, en donde su único hábitat existente es la laguna de Alchichica, en el lago cráter salino al oeste del estado de Puebla, a una altitud de 2,290 m s. n. m., Mide alrededor de 18 a 25cm, incluyendo la cola. Su cabeza es un poco más ancha que larga, miembros relativamente largos, dedos cortos y cola corta. El desarrollo de la especie está asociado a vegetación con presencia de yaca, nopal, choya, maguey, encino y matorral espinoso. Se encuentra en peligro de extinción (IUCN) dada su reducida área de distribución y a la sobreexplotación del agua de la laguna para usos agrícolas, que ha llevado a su salinización. Otros riesgos que le amenazan son la contaminación (descargas de aguas residuales y de  fertilizantes y pesticidas en su hábitat) y la transformación del lago. En México la NOM-059-SEMARNAT-2010  considera a la especie como sujeta a protección especial.
Este ajolote se reproduce en el lago y se encuentra con mayor frecuencia en aguas muy profundas, a menudo a más de 30 m bajo la superficie. Por la noche se puede encontrar en las orillas del lago, en aguas poco profundas donde aparentemente se alimenta. La especie cumple una función muy importante dentro del ecosistema como controladora de plagas, en especial de insectos transmisores de enfermedades como chikunguña o zika. Actualmente, este ajolote se consume en la región de Perote y sus alrededores, en los límites entre Puebla y Veracruz. Son pocos los estudios que se tiene sobre esta especie; son necesarios aquellos sobre su conducta, reproducción, ecología y demografía, así como otros que complementen la información sobre su genética e importancia cultural y comercial.

## Clasificación y descripción de la especie
Es una salamandra de la familia Ambystomatidae del orden Caudata. Es una especie neoténica, es decir no lleva a cabo una metamorfosis, sino que se reproduce en su estado larvario. Es de talla mediana, alcanza una longitud entre 11.5 y 17.6 cm. Su cuerpo es delgado, las extremidades son relativamente delgadas y los dedos cortos, anchos y aplanados en la base. Su cabeza es un poco más ancha que el resto del cuerpo y con branquias relativamente cortas. La coloración puede variar de amarillo brillante con numerosas manchas redondas oscuras, distribuidas en el dorso y en la cabeza, a color oscuro en el fondo con manchas irregulares color amarillo crema3.

## Distribución de la especie
Endémica de México, restringida a la laguna de Alchichica en el estado de Puebla. La laguna, forma parte de la Cuenca Oriental y se caracteriza por ser un lago cráter con agua salobre 1.

## Hábitat
La laguna se encuentra a una elevación de 2,330 m.s.n.m rodeada de matorral xerófilo con abundantes izotes.

## Estado de conservación
Está sujeta a protección especial (Norma Oficial Mexicana 059) y se considera como críticamente amenazada en Lista Roja de la UICN.